# III Армейские международные игры
III Армейские международные игры «АрМИ-2017» — международные военно-прикладные игры, проходившие с 29 июля по 12 августа 2017 года. Конкурсы «АрМИ-2017» были организованы на территории 5 государств: Российской Федерации, Азербайджанской Республики, Республики Беларусь, Республики Казахстан и Китайской Народной Республики.

На территории России проводилось 18 конкурсов.
На территории КНР прошли 6 конкурсов: «Суворовский натиск», «Авиадартс», «Безопасная среда», «Десантный взвод», «Чистое небо», «Мастер-оружейник».
На территории Республики Казахстан были организованы конкурсы «Мастера артиллерийского огня», «Снайперский рубеж» и «Соревнования расчетов беспилотных летательных аппаратов», в Белоруссии — «Воин содружества», а в Азербайджане — «Кубок моря».
Команды Сирии, ЮАР, Израиля, Узбекистана, Бангладеш, Уганды и Лаоса впервые приняли участие в III Армейских международных играх. Всего в играх «АрМИ-2017» участвовали команды из 28 государств. Изначально приглашения были разосланы 73 странам.
Всего в «Арми-2017» приняли участие более 4500 военнослужащих. Было задействовано 292 единицы бронетехники, 484 автомобиля, 63 самолёта и вертолёта, 9 надводных кораблей. Ход состязаний освещали более 3500 журналистов из 50 стран.

## Участники

### Вооруженные силы, ранее участвовавшие на предыдущих АрМИ
- Азербайджан
- Ангола
- Армения
- Беларусь
- Венесуэла
- Греция
- Египет
- Зимбабве
- Индия
- Иран
- Казахстан
- Кыргызстан
- Китай
- Кувейт
- Монголия
- Никарагуа
- Россия
- Сербия
- Таджикистан

### Дебют
- Бангладеш
- Израиль
- Лаос
- Марокко
- Сирия
- Таиланд
- Уганда
- Узбекистан
- ЮАР

### Наблюдатели
- Дания
- Германия
- КНДР
- Нидерланды
- США
- Финляндия
- Швейцария

## Конкурсы
Число конкурсов по сравнению со II Армейскими международными играми «АрМИ-2016» увеличилось, ниже приведен полный список:
| Конкурс                           | Описание конкурса | Дата проведения      | Место проведения                                                 | Количество стран | Участники | Призеры                                    |
| --------------------------------- | --- | -------------------- | ---------------------------------------------------------------- | ---------------- | --- | ------------------------------------------ |
| Танковый биатлон                  | Чемпионат мира среди танковых экипажей | 29 июля - 12 августа | Московская область, полигон "Алабино"                            | 19               | Азербайджан · Ангола · Армения · Беларусь · Венесуэла · Зимбабве · Индия · Иран · Казахстан · Кыргызстан · Китай · Кувейт · Лаос · Монголия · Никарагуа · Россия · Сербия · Таджикистан · Уганда | Россия · Казахстан · Китай                 |
| Суворовский натиск                | Конкурс среди экипажей боевых машин пехоты | 29 июля - 12 августа | Корла                                                            | 6                | Ангола · Венесуэла · Зимбабве · Иран · Китай · Россия | Китай · Россия · Иран                      |
| Снайперский рубеж                 | Конкурс между снайперскими парами | 5 - 10 августа       | Жамбылская область, полигон "Гвардейский"                        | 17               | Азербайджан · Армения · Бангладеш · Беларусь · Венесуэла · Греция · Зимбабве · Индия · Иран · Казахстан · Кыргызстан · Китай · Монголия · Россия · Таиланд · Узбекистан · ЮАР                    | Казахстан · Россия · Китай                 |
| Безопасный маршрут                | Конкурс среди инженерных подразделений | 1 - 8 августа        | Тюмень                                                           | 4                | Армения · Беларусь · Россия · Узбекистан | Россия · Беларусь · Узбекистан             |
| Мастер-оружейник                  | Конкурс среди специалистов по ремонту ракетно-артиллерийского вооружения                                                                                             | 29 июля - 12 августа | Корла                                                            | 5                | Иран · Казахстан · Китай · Россия · Узбекистан | Китай · Узбекистан · Казахстан             |
| Чистое небо                       | Конкурс между расчётами зенитно-артиллерийских и зенитно-ракетных подразделений                                                                                      | 29 июля - 12 августа | Корла                                                            | 7                | Беларусь · Венесуэла · Египет · Иран · Китай · Россия · Узбекистан | Китай · Беларусь · Россия                  |
| Ключи от неба                     | Конкурс между расчётами зенитно-ракетных войск | 30 июля - 5 августа  | Астраханская область, полигон "Ашулук"                           | 4                | Беларусь · Казахстан · Китай · Россия | Россия · Китай · Беларусь · Казахстан      |
| Отличники войсковой разведки      | Соревнование разведывательных отделений | 29 июля - 12 августа | Новосибирск                                                      | 7                | Армения · Беларусь · Зимбабве · Казахстан · Китай · Россия · Узбекистан | Россия · Китай · Узбекистан                |
| Инженерная формула                | Конкурс среди экипажей инженерных машин | 1 - 10 августа       | Тюмень                                                           | 2                | Беларусь · Россия | Россия · Беларусь                          |
| Безопасная среда                  | Конкурс среди экипажей радиационной, химической и биологической разведки войск радиационной, химической и биологической защиты                                       | 29 июля - 12 августа | Корла                                                            | 5                | Беларусь · Египет · Иран · Китай · Россия | Китай · Россия · Беларусь                  |
| Рембат                            | Конкурс среди экипажей танкотехнического обеспечения | 5 - 10 августа       | Омск                                                             | 3                | Казахстан · Китай · Россия | Россия · Китай · Казахстан                 |
| Открытая вода                     | Конкурс среди понтонно-переправочных подразделений |                      | Владимирская область, Муром                                      |                  | |                                            |
| Эльбрусское кольцо                | Конкурс между военнослужащими горных подразделений | 31 июля - 11 августа | Кабардино-Балкарская Республика, Терскол                         | 6                | Иран · Казахстан · Китай · Марокко · Россия · Узбекистан | Россия · Казахстан · Китай                 |
| Верный друг                       | Конкурс среди специалистов служебного собаководства | 30 июля - 10 августа | Московская область, Дмитров                                      | 5                | Беларусь · Египет · Казахстан · Россия · Узбекистан | Россия · Беларусь · Казахстан · Узбекистан |
| Военно-медицинская эстафета       | Конкурс для военнослужащих на воинских должностях среднего медицинского персонала и младших медицинских специалистов войскового (флотского) звена медицинской службы | 31 июля - 10 августа | Санкт-Петербург                                                  | 5                | Беларусь · Зимбабве · Иран · Казахстан · Россия | Россия · Казахстан · Беларусь              |
| Полевая кухня                     | Конкурс между специалистами продовольственной службы | 29 июля - 12 августа | Московская область, полигон "Алабино"                            | 6                | Азербайджан · Беларусь · Израиль · Монголия · Россия · Сербия | Россия · Беларусь · Азербайджан            |
| Мастера автобронетанковой техники | Конкурс среди экипажей автотехнического обеспечения | 6 - 11 августа       | Воронежская область, Острогожск                                  | 4                | Венесуэла · Египет · Казахстан · Россия | Россия · Египет · Венесуэла                |
| Мастера артиллерийского огня      | Конкурс для артиллерийских расчетов | 5 - 10 августа       | Жамбылская область, полигон "Гвардейский"                        | 7                | Азербайджан · Беларусь · Венесуэла · Зимбабве · Казахстан · Кыргызстан · Россия | Казахстан · Беларусь · Россия              |
| Морской десант                    | Соревнование подразделений морской пехоты | 30 июля - 11 августа | Приморский край, полигон "Клерк" / "Горностай"                   | 4                | Венесуэла · Иран · Китай · Россия | Россия · Китай · Венесуэла                 |
| Кубок моря                        | Соревнование для экипажей надводных кораблей в Каспийском и Японском морях                                                                                           | 31 июля - 11 августа | Баку Владивосток                                                 | 5                | Азербайджан · Иран · Казахстан · Китай · Россия | Россия · Китай Азербайджан · Иран · Россия |
| Авиадартс                         | Соревнование для лётных экипажей Военно-воздушных сил | 30 июля - 9 августа  | Чанчунь                                                          | 2                | Китай · Россия | Китай · Россия                             |
| Десантный взвод                   | Конкурс среди подразделений Воздушно-десантных войск (аналогичных по предназначению подразделений)                                                                   | 30 июля - 11 августа | Гуаншуй                                                          | 6                | Иран · Казахстан · Китай · Марокко · Россия · ЮАР | Китай · Россия · Казахстан                 |
| Глубина                           | Конкурс среди расчетов водолазов | 2 - 9 августа        | Севастополь                                                      | 5                | Венесуэла · Иран · Россия · Сирия · ЮАР | Россия · Иран · ЮАР                        |
| Военное ралли                     | Марш армейских внедорожников протяженностью более 1000 километров | 30 июля - 5 августа  | Республика Калмыкия, Астраханская область, Волгоградская область | 2                | Египет · Россия | Россия · Египет                            |
| Дорожный патруль                  | Соревнование военной автоинспекции | 5 - 10 августа       | Московская область, Ногинск                                      | 3                | Казахстан · Россия · Узбекистан | Россия · Казахстан · Узбекистан            |
| Страж порядка                     | Соревнование военных полицейских с использованием полосы препятствий «Гонка героев»                                                                                  | 30 июля - 11 августа | Московская область, парк "Патриот"                               | 2                | Казахстан · Россия | Россия · Казахстан                         |
| Воин содружества                  | Конкурс военно-профессионального мастерства военнослужащих стран СНГ                                                                                                 | 31 июля - 10 августа | Минск                                                            | 4                | Армения · Беларусь · Казахстан · Россия | Беларусь · Казахстан · Россия              |
| Соревнование экипажей БЛА         | Соревнования расчетов беспилотных летательных аппаратов | 31 июля - 10 августа | Жамбылская область, полигон "Гвардейский"                        | 3                | Иран · Казахстан · Россия | Казахстан · Россия · Иран                  |

Примечание 1. Курсивом обозначены конкурсы, которые в рамках Армейских международных игр проводятся впервые. 

Примечание 2. Полужирным обозначены организаторы конкурсов Армейских международных игр. 

Примечание 3. Полужирным курсивом обозначены дебютанты Армейских международных игр.

## Страны участницы
В играх принимали участие команды из 28 государств: Россия, Казахстан, Китай, Венесуэла, Ангола, Беларусь, Египет, Иран, Азербайджан, Зимбабве, Армения, Монголия, Индия, Сербия, Кувейт, Киргизия, Никарагуа, Таджикистан, Греция. Впервые приняли участие команды из Узбекистана, Бангладеш, Сирии, Таиланда, Уганды, ЮАР, Израиля, Лаоса и Марокко.

## Медальный зачёт
Военные сразились в 28 конкурсах. Российские воины участвовали во всех 28 конкурсах. Команды из Казахстана — в 17 конкурсах, Китай — 14 конкурсов, Белоруссия и Иран — в 13 конкурсах.
Военнослужащие России завоевали 19 золотых медалей, Китая — 7, Казахстана — 3, Белоруссии — 1 и Азербайджана — 1. В дисциплине «Танковый биатлон» первое место заняла команда из России, второе место — у Казахстана, бронза досталась Китаю.

### Общий медальный зачёт «АрМИ-2017»

Страны-участницы Армейских международных игр 2017.

| Страна      | Золото | Серебро | Бронза | Всего |
| ----------- | ------ | ------- | ------ | ----- |
| Россия      | 19     | 5       | 3      | 27    |
| Китай       | 7      | 5       | 2      | 14    |
| Казахстан   | 3      | 7       | 5      | 15    |
| Беларусь    | 1      | 4       | 7      | 12    |
| Азербайджан | 1      | -       | 7      | 8     |
| Иран        | -      | 2       | 2      | 4     |
| Египет      | -      | 2       | -      | 2     |
| Узбекистан  | -      | 1       | 4      | 5     |
| Венесуэла   | -      | -       | 2      | 2     |
| ЮАР         | -      | -       | 1      | 1     |

## Фотогалерея

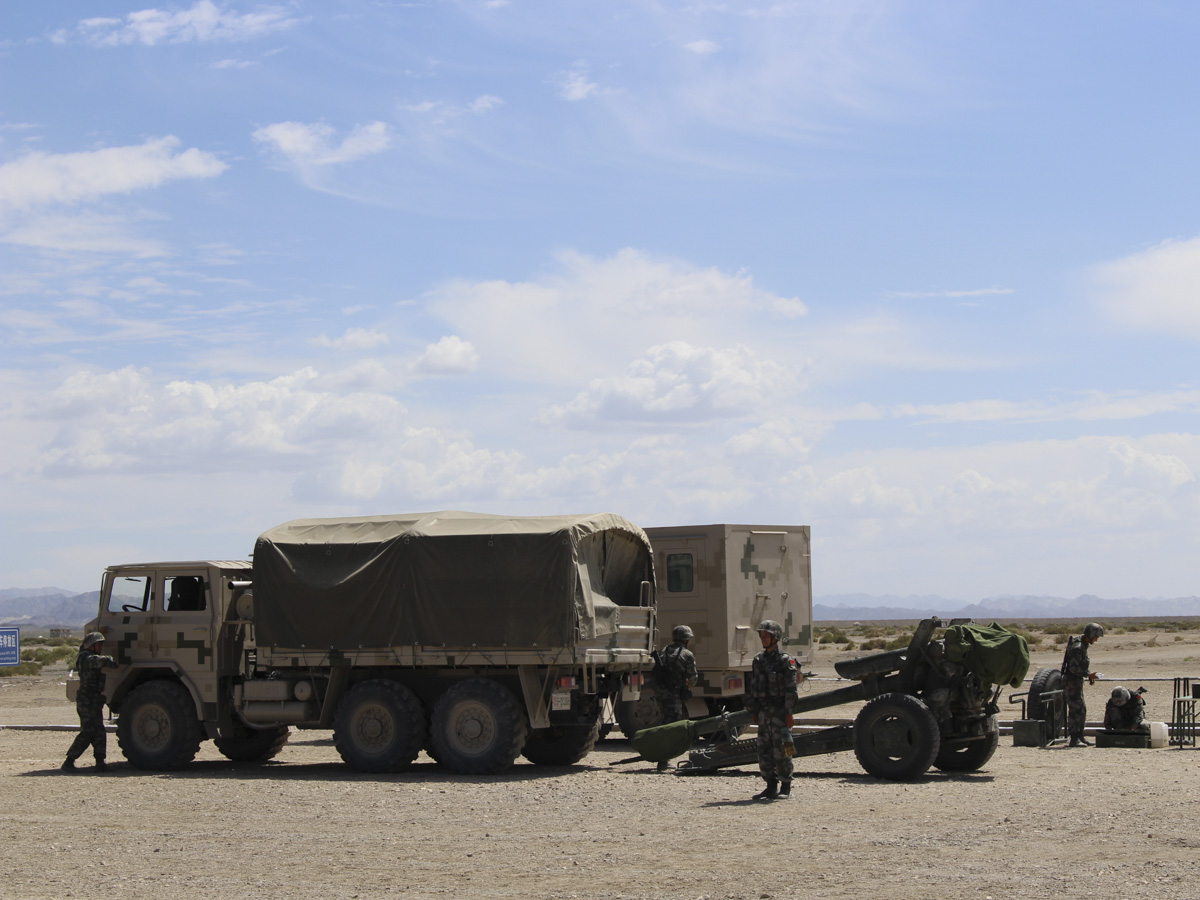
Грузовик Hongyan OQ261 с гаубицей Д-30 на конкурсе «Мастер-оружейник» на полигоне «Корла», КНР.
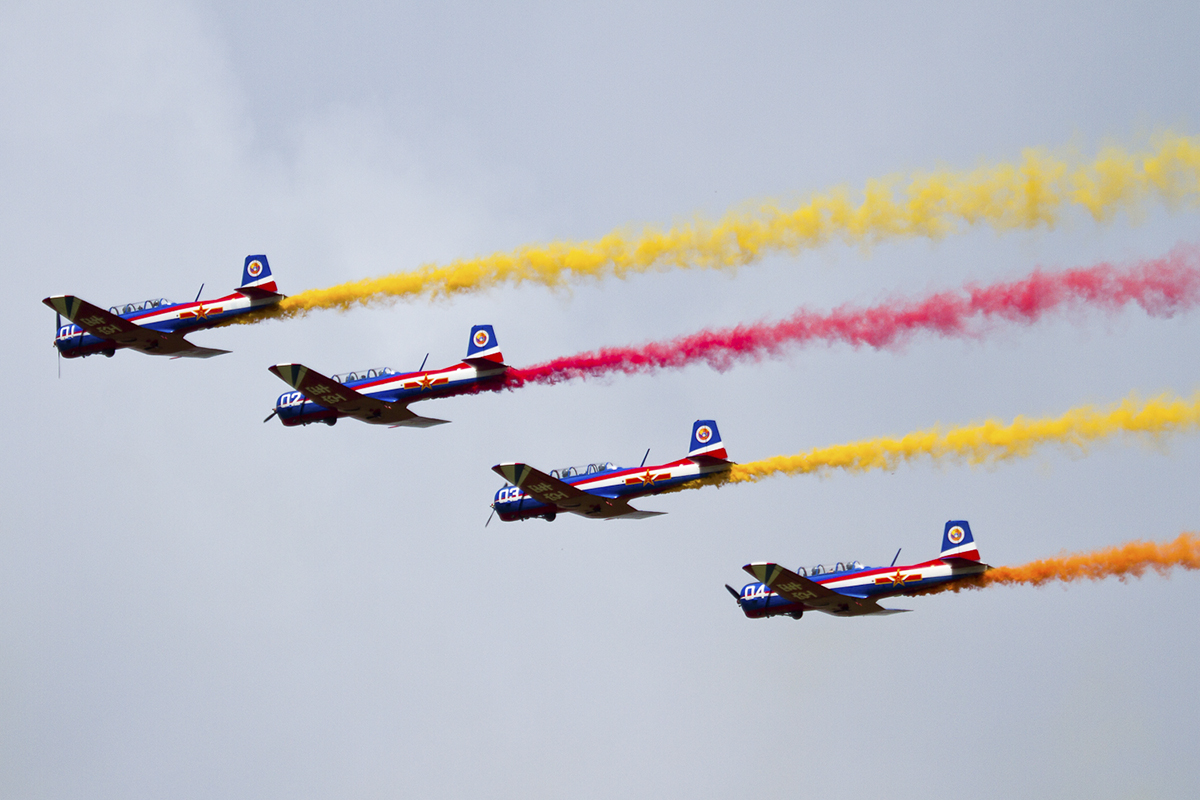
Открытие лётной программы международного конкурса «Авиадартс» на полигоне Тайпинчуань, КНР.
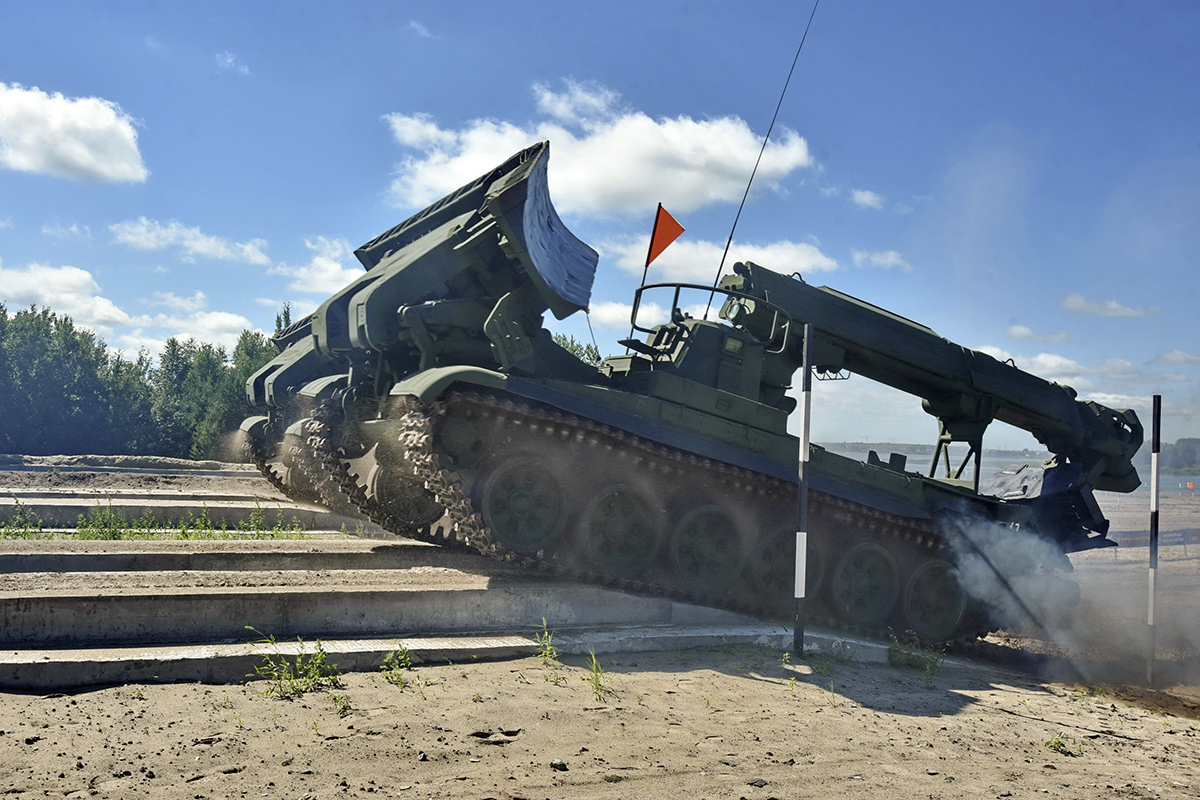
ИМР-2 на конкурсе «Инженерная формула» в г. Тюмень.
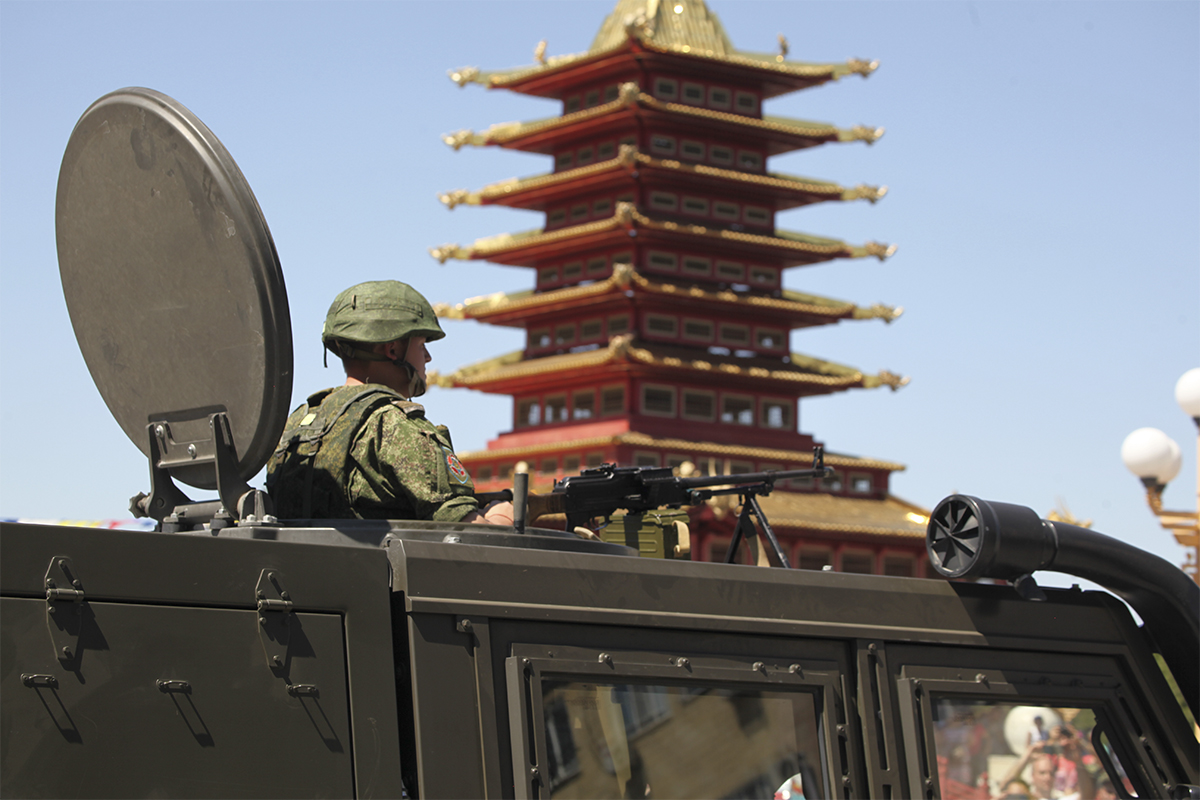
Финальный этап международного конкурса «Военное ралли»
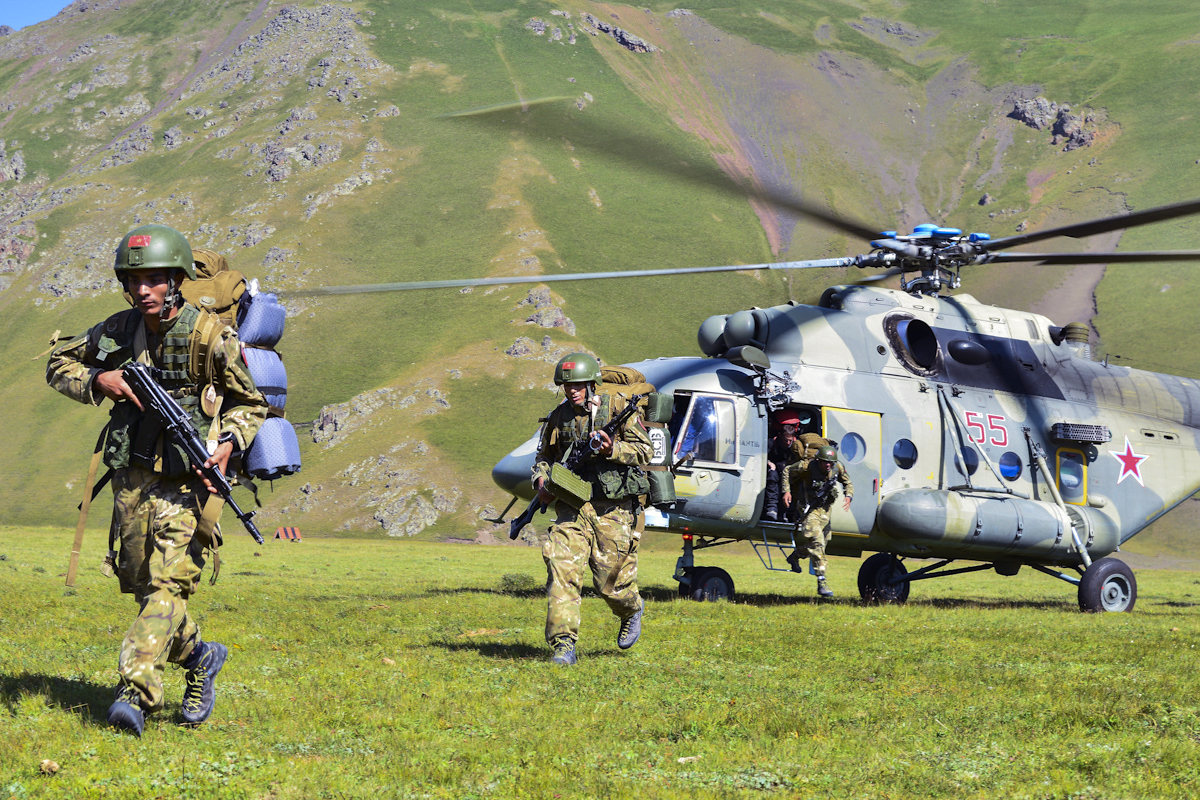
Десантирование участников конкурса «Эльбрусское кольцо» с вертолетов Ми-8 с последующим совершением горного марша.
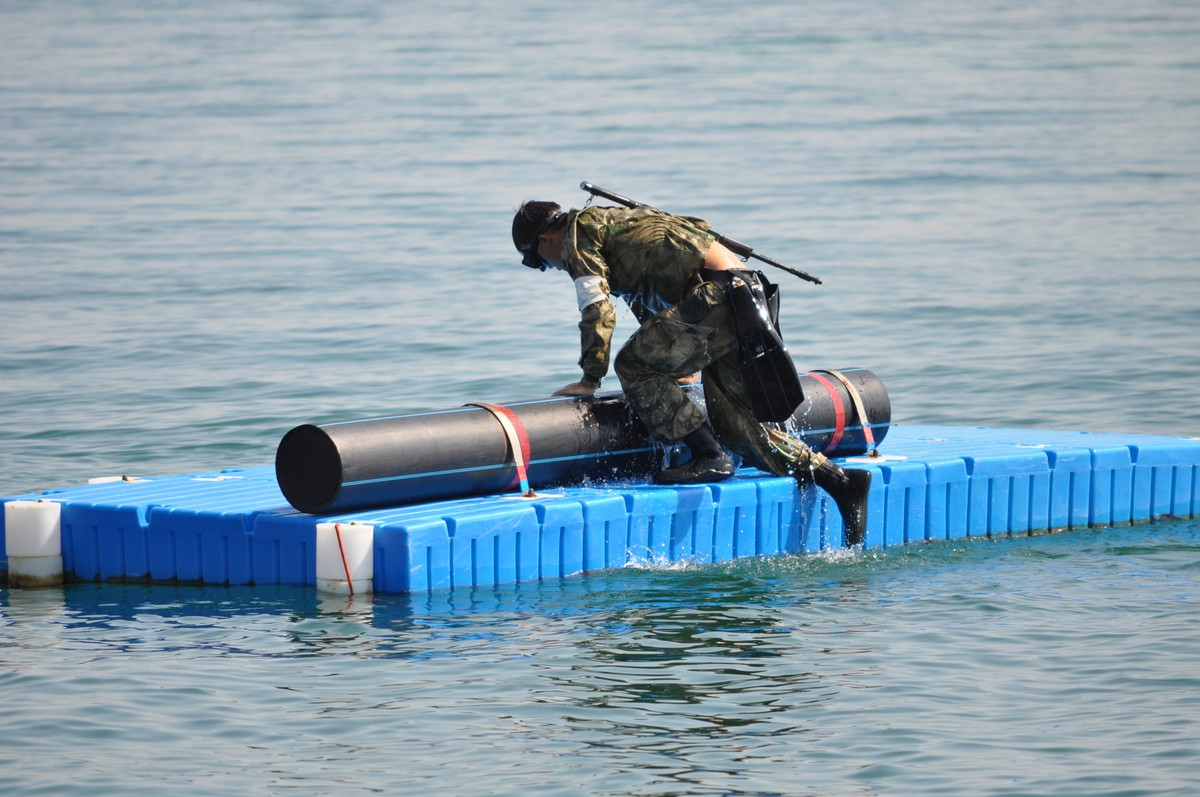
Преодоление водной полосы препятствий участниками международного конкурса по водолазному мастерству «Глубина».
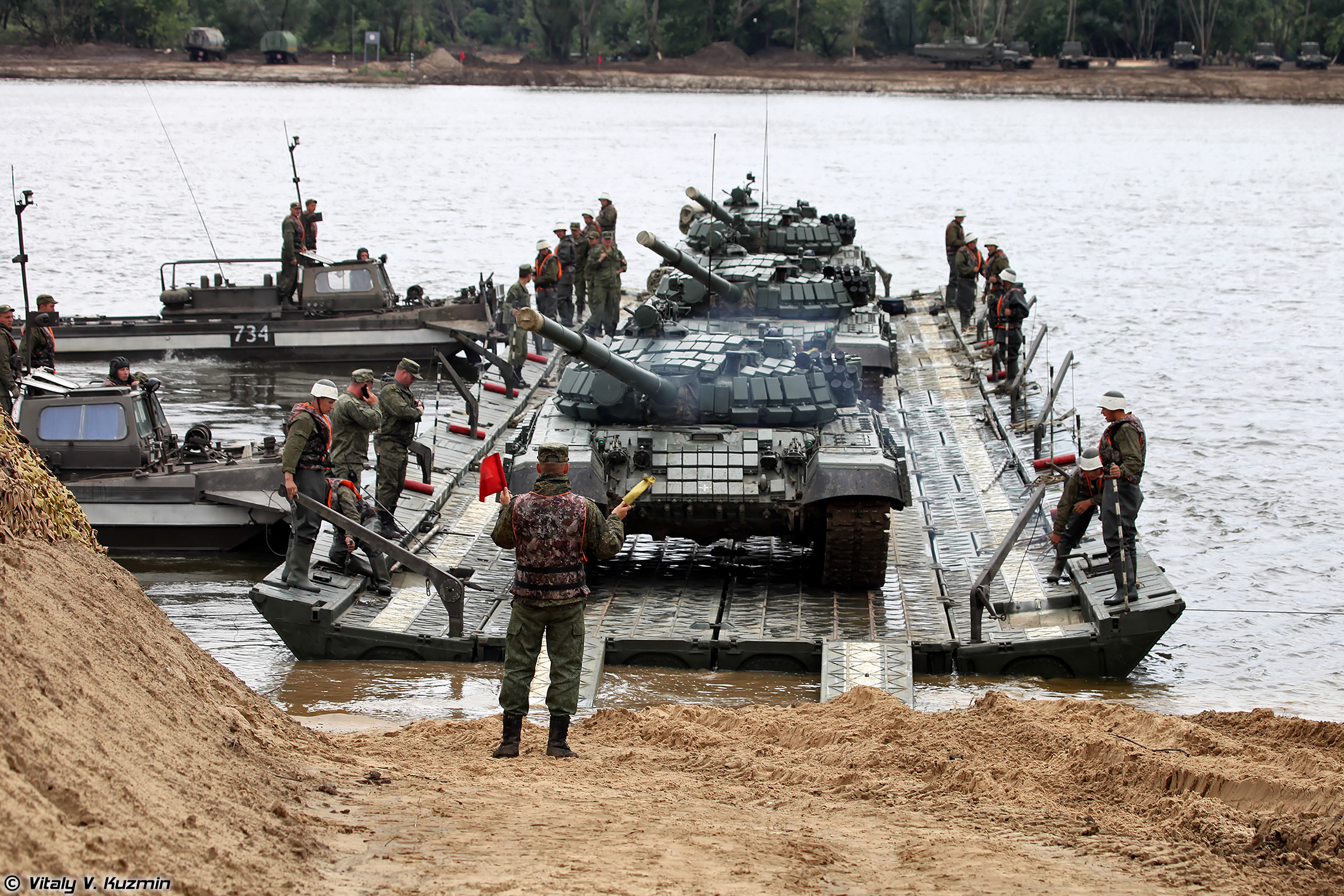
Переправа танков Т-72Б1 через Оку в ходе конкурса «Открытая вода».
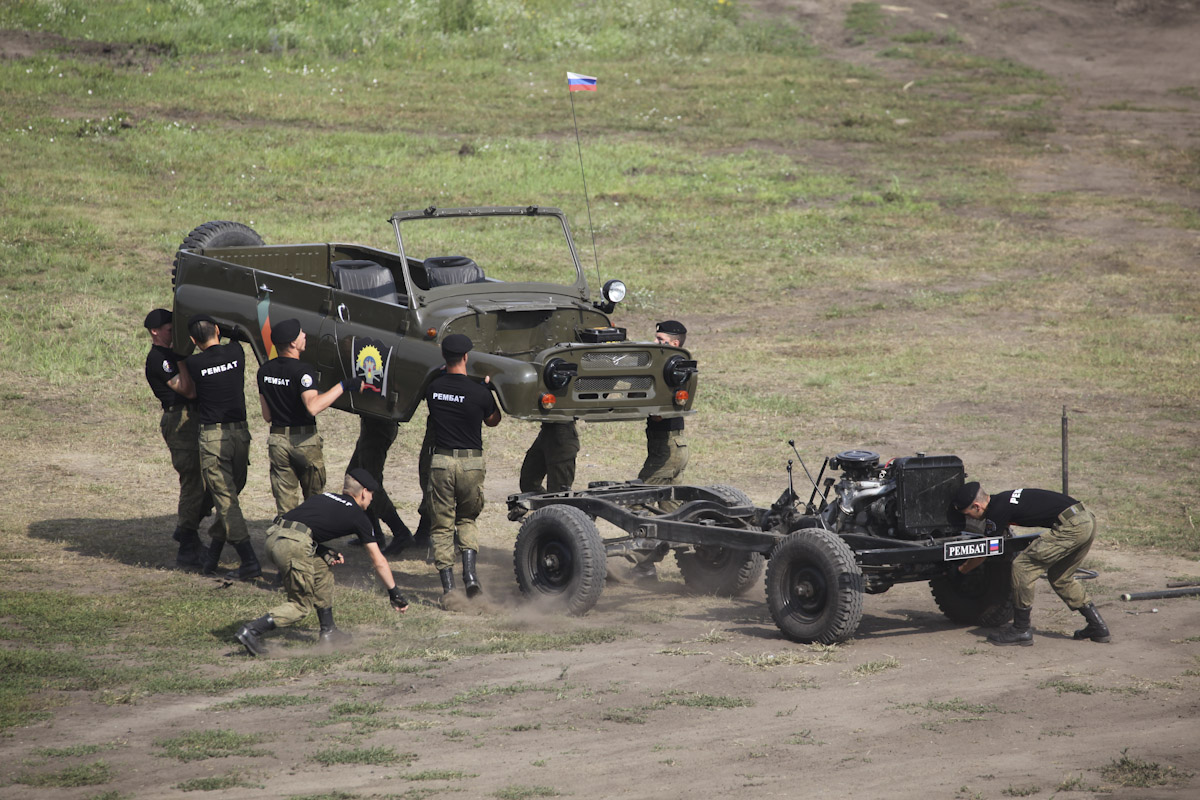
Разборка УАЗ-3151 на открытии конкурса «Рембат».
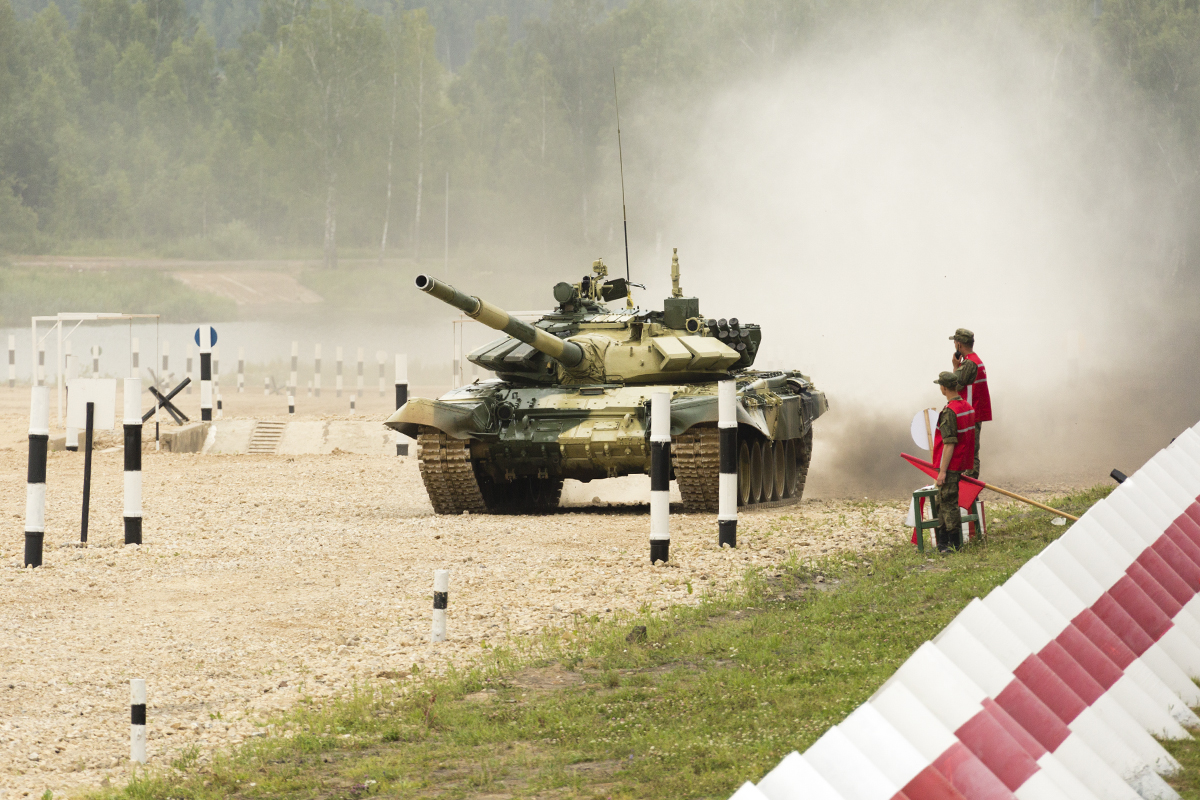
Заезд Т-72Б3 на конкурсе «Танковый биатлон».
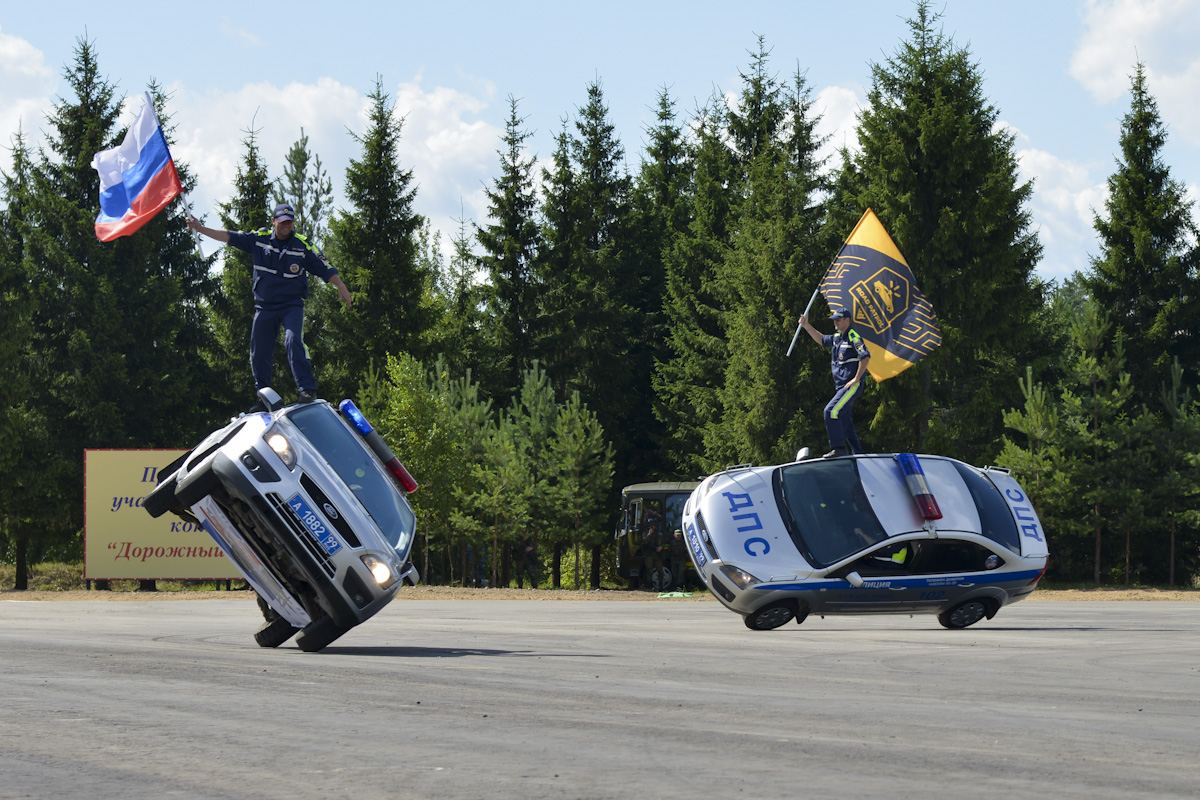
Церемония открытия конкурса «Дорожный патруль»